# Ilie Subășeanu
Ilie Subăşeanu (6 de juny de 1906 - 12 de desembre de 1980) fou un futbolista romanès de la dècada de 1930.
Fou internacional amb Romania i disputà el Mundial de 1930. Fou jugador del Sportiv Clubul Olympia